# Hans Tholstrup
Hans Tholstrup (ur. 8 lutego 1901 w Karlslunde, zm. 21 września 1946 w Middelfart) – duński żeglarz, olimpijczyk.
Na regatach rozegranych podczas Letnich Igrzysk Olimpijskich 1936 wystąpił w klasie 8 metrów zajmując 8. pozycję. Załogę jachtu Anitra tworzyli również Niels Hansen, Otto Danielsen, Carl Berntsen, Vagn Kastrup i Niels Schibbye.